# Катаяма, Тэцу
Тэцу Катаяма (яп. 片山 哲 Катаяма Тэцу, 28 июля 1887 — 30 мая 1978) — японский политический деятель, а также премьер-министр Японии с 24 мая 1947 года по 10 марта 1948 года. Он был первым в истории Японии социалистом и христианином, занявшим должность премьер-министра.

## Биография

### Ранние годы
Катаяма родился 27 июля 1887 года в городе Танабе, префектура Вакаяма. В 1912 году окончил Токийский императорский университет, получив диплом специалиста в области германского права. После несколько лет практиковал юридическое право вместе с отцом в Вакаяме. Ещё в студенческие годы Катаяма стал сторонником христианско-социалистических идей Абэ Исо. В 1919 году в Токио в снятом YMCA офисе он открыл собственную юридическую контору, специализировался в сфере трудового права. С этого времени он становится активным участником японского профсоюзного движения. Кроме того в 1920—1930 годах Катаяма был преподавателем в Токийском женском университете. Также в это время выходит несколько его книг: «Законы связанные с женщинами», «Законы о защите матерей и детей», «Практическое руководство по пенсионным накоплениям», «Выдержки из гражданского арбитражного суда».

### Политическая карьера
В 1926 году Катаяма стал одним из основателей Социалистической народной партии (яп. 社会民衆党 Сякай Минсю:то:); он был избран её генеральным секретарем. В 1930 году проходит в палату представителей как депутат от префектуры Канагава. Через год Социалистическая народная партия была запрещена правительством, и Катаяма принимал активное участие в организации её замены в виде Социалистической массовой партии (яп. 社会大衆党 Сякай Тайсю:то:), в 1932 году Катаяма был избран в исполнительный комитет этой партии. В парламенте Катаяма стал известен как лидер социал-демократического крыла партии и последовательно отстаивал права трудящихся, женщин и социально незащищенных граждан. В 1940 году он был исключен из партии по причине отсутствия на пленарном заседании палаты представителей, на котором принималось решение о высылке Такао Сайто за его антивоенные выступления. Во время Второй мировой войны Катаяма отошёл от политики и посвятил себя адвокатской деятельности.

### Премьер-министр
После окончания войны, в ноябре 1945 года, Катаяма помогает организовать Социалистическую партию Японии, в которой он занял должность генерального секретаря, а в сентябре следующего года — пост председателя исполнительного комитета партии. На парламентских выборах в апреле 1947 года ни одной партии не удалось набрать достаточного количества голосов для создания однопартийного правительства, в результате чего была образована коалиция, в состав которой вошли Социалистическая партия, Демократическая партия (яп. 民主党 Минсюто:) и Народно-кооперативная партия (яп. 国民協同党 Кокумин Кё:до:то:). В июне Катаяма стал премьер-министром коалиционного кабинета. При его администрации была произведена ликвидация Министерства внутренних дел и реформа бюрократического аппарата. Всего через восемь месяцев, в феврале 1948 года, Катаяма потерял поддержку в левом крыле собственной социалистической партии, и его правительство было вынуждено уйти в отставку.

### Дальнейшая жизнь
После отставки с поста премьер-министра Катаяма остался активным деятелем в левом спектре японской политической жизни. В 1950 году в Социалистической партии произошёл раскол и Катаяма был снят с должности президента партии, хотя до 1951 года являлся наиболее влиятельным её советником. В 1952 году он покинул Социалистическую партию. В 1954 году он стал председателем Народного альянса по защите конституции, в 1960 году занял должность главного советника Партии демократического социализма, а с 1961 года действовал как председатель Нового народного конгресса по защите конституции. После поражения на парламентских выборах 1963 года Катаяма покинул политику. 1 октября 1969 года власти префектуры Канагава, которую он долго представлял в парламенте, объявили Катаяму почётным гражданином. Умер 30 мая 1978 года в Фудзисаве в 90-летнем возрасте.